# 帕塞勒
帕塞勒（法語：Passel，法語發音：[pasɛl]）是法国瓦兹省的一个市镇，属于贡比涅区。

## 地理
帕塞勒（49°33'25"N, 2°57'44"E）面积3.65 平方千米，位于法国上法蘭西大區瓦兹省，该省份为法国北部内陆省份，北起索姆省，西接厄尔省和滨海塞纳省，南至塞纳-马恩省和瓦兹河谷省，东临埃纳省。
与帕塞勒接壤的市镇（或旧市镇、城区）包括：希里-乌尔斯康、拉尔布鲁瓦、努瓦永、蓬莱韦克、桑皮尼、维尔。

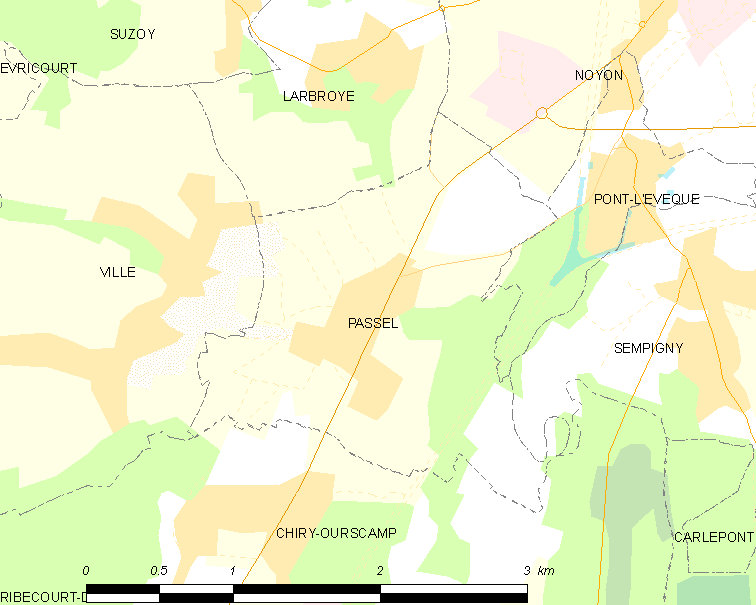
帕塞勒的OSM定位图

帕塞勒的时区为UTC+01:00、UTC+02:00（夏令时）。

## 行政
帕塞勒的邮政编码为60400，INSEE市镇编码为60488。

## 政治
帕塞勒所属的省级选区为努瓦永县。

## 人口

1962-2008年间帕塞勒人口变化图示

帕塞勒于2022年1月1日时的人口数量为271人。